# Antiphilus (schilder)
Antiphilus (Oudgrieks: Ἀντίφιλος, geboren in de 4e eeuw v.Chr.) was een Grieks schilder uit Egypte. Hij was actief in hetzelfde tijdperk als Apelles, de hofschilder van Alexander de Grote. Appeles en Antiphilus waren rivalen, ondanks het feit dat ze in heel andere stijlen schilderden. 
Antiphilus beschilderde, onder andere, het Theater van Pompeius.
- Gemeinsame Normdatei: 104765590X
- Union List of Artist Names: 500072194
- Virtual International Authority File: 96187201